# Smith Sound (vik i Kanada, British Columbia)
Smith Sound är en vik i Kanada.   Den ligger i Central Coast Regional District och provinsen British Columbia, i den sydvästra delen av landet, 3 800 km väster om huvudstaden Ottawa.
Trakten runt Smith Sound är nära nog obefolkad, med mindre än två invånare per kvadratkilometer.